# José Antonio Septién
José Antonio Septién y Villaseñor (Santiago de Querétaro, el 23 de julio de 1815-Santiago de Querétaro, 21 de marzo de 1875), fue un historiador , estadístico, escritor y político mexicano que asumió el cargo de Prefecto Imperial de Querétaro en 1866.

## Reseña biográfica
Nació en Querétaro en 1815. Era descendiente de una familia distinguida de aquella ciudad conformada por José Manuel Septién Primo (?-1844) y Ana Josefa Villaseñor Aldama (1784-?). Su abuelo don Pedro de Septién Montero y Austri; entre sus familiares destacan José Ignacio Villaseñor Cervantes, Juan Aldama, Timoteo Fernández de Jáuregui, Carlos M. Loyola, Fernando Loyola, entre otros. Ocupó la silla gubernamental en tiempos del Segundo Imperio de Maximiliano sustituyendo a Manuel Gutiérrez; siendo que Septién en el periodo de Gutiérrez era secretariode  gobierno. Gutiérrez, presionado, renunció al gobierno por los acontecimientos de retiro de las tropas francesas del país. Su estancia en el gobierno de su entidad abarcó del o del 4 de septiembre al 3 de octubre de 1866o del 3 de septiembre de 1866 al 20 de febrero de 1867  si se habla de su periodo completo sin interinatos; siendo sustituido del 3 de octubre a diciembre de 1866[cita requerida] o enero 1867, por José María Herrera y Lozada y terminando su gobierno el 20 de febrero en que lo reemplazó el médico, Manuel Domínguez.
Socio y Jefe de la oficina de la sociedad de Geografía y Estadística.
El mismo año de su muerte redactó su obra Memoria estadística del estado de Querétaro, publicada después de su muerte. Murió el 21 de marzo de 1875 en la ciudad de Querétaro, su ciudad natal.